# Geosfären
Geosfären är samlingsnamnet på allt som finns på land, jord och berggrund etc. 